# Hans F. K. Günther
Hans Friedrich Karl Günther (16 de febrero de 1891 - 25 de septiembre de 1968) fue un escritor y eugenista alemán en la República de Weimar y el Tercer Reich. También era conocido como Raza Günther (Rassengünther) o Raza Pope (Rassenpapst). Se considera que tuvo una gran influencia en el pensamiento racial nacionalsocialista. Enseñó en las universidades de Jena, Berlín y Friburgo, escribiendo numerosos libros y ensayos sobre teoría racial. La Breve Etnología del Pueblo Alemán de Günther (1929) fue una exposición popular del Nordicismo. En mayo de 1930, fue nombrado para un nuevo presidente de teoría racial en Jena. Se unió al Partido Nacionalsocialista Obrero Alemán en 1932 como el único líder teórico racial en unirse al partido antes de que asumiera el poder en 1933.

## Vida y carrera
Günther era hijo de un músico. Estudió lingüística comparada en la Universidad Albert Ludwigs en Friburgo, pero también asistió a conferencias sobre zoología y geografía. En 1911, pasó un semestre en la Sorbona, París. Obtuvo su doctorado en 1914. En el mismo año se alistó en la infantería al estallar la Primera Guerra Mundial, pero se enfermó y fue hospitalizado. Fue declarado no apto para el combate, por lo que para compensar su incapacidad para luchar, sirvió con la Cruz Roja. 
En 1919, después del final de la guerra, comenzó su carrera de escritor. Escribió una obra polémica titulada "El caballero, la muerte y el diablo: la idea heroica", una reelaboración de la tradición del romanticismo pagano-nacionalista alemán en una forma de "nacionalismo biológico". Heinrich Himmler quedó muy impresionado con este libro. En 1922 Günther estudió en la Universidad de Viena mientras trabajaba en un museo en Dresde. En 1923 se mudó a Escandinavia para vivir con su segunda esposa, que era noruega. Recibió premios científicos de la Universidad de Upsala y el Instituto Sueco de Biología de Razas, dirigido por Herman Lundborg. En Noruega conoció a Vidkun Quisling. En mayo de 1930 fue nombrado a la Universidad de Jena por Wilhelm Frick, quien se había convertido en el primer ministro del NSDAP en un gobierno estatal cuando fue nombrado ministro de educación en el gobierno de coalición de derecha formado en Thuringen después de una elección en diciembre de 1929. En 1935 se convirtió en profesor en la Universidad de Berlín, enseñando ciencias raciales, biología humana y etnografía rural. De 1940 a 1945 fue profesor en la Universidad Albert Ludwigs. 
Recibió varios honores durante el Tercer Reich, especialmente en 1935 fue declarado "orgullo del NSDAP" por su trabajo científico. En el mismo año recibió la placa Rudolph Virchow, y en 1940 la Medalla Goethe de artes y ciencias de Hitler. En marzo de 1941, fue recibido como invitado de honor para la conferencia inaugural del "Instituto para el Estudio de la Cuestión Judía" de Alfred Rosenberg. En la conferencia se discutió la destrucción de la identidad judía, o "muerte de personas" (Volkstod) de los judíos.[cita requerida] Se hicieron varias propuestas, incluida la "pauperización de judíos europeos y trabajos forzados en campos masivos en Polonia".[cita requerida] El único comentario registrado de Günther fue que la reunión fue aburrida. 
Después de la Segunda Guerra Mundial, Günther fue instalado en campos de internamiento durante tres años hasta que se concluyó que, aunque era parte del sistema nacionalsocialista, no era un instigador de sus actos criminales, lo que lo hacía menos responsable de las consecuencias de sus acciones. La Universidad de Friburgo salió en su defensa en su juicio de posguerra. Sin embargo, incluso después de la caída de la Alemania nazi, no revisó su pensamiento, negando el Holocausto hasta su muerte. En 1951, publicó el libro Cómo elegir un esposo en el que enumeró buenas cualidades biológicas para buscar en los cónyuges. Continuó argumentando que la esterilización debería seguir siendo una opción legal, y restó importancia a la esterilización obligatoria utilizada en la Alemania nazi. En 1959 se publicó otro libro sobre eugenesia en el que argumentaba que las personas no inteligentes se reproducen demasiado en Europa, y la única solución era la planificación familiar patrocinada por el estado.

## Teorías raciales
Las teorías de Günther surgieron de la ideología nórdica prevaleciente en la época. Eugen Fischer, profesor de antropología en Friburgo, fue un defensor influyente de estas ideas y había dado una conferencia en la Universidad Albert Ludwigs cuando Günther estudió allí. 
Escribió que una raza podría identificarse de la siguiente manera. 

Una raza se muestra en un grupo humano que se distingue de cualquier otro grupo humano a través de su propia combinación adecuada de características corporales y mentales, y a su vez produce solo sus similares.

 Esta definición de "raza" se utilizó en la propaganda nacionalsocialista.
Günther en sus escritos se apresuró a marcar la distinción entre "raza" y " Volk" (pueblo). Reconoció que tanto los alemanes como los judíos no eran "razas" en el sentido más estricto de la palabra, pero pensó que no causaría ningún daño referirse a este último como tal en obras raciales populares no científicas. Del mismo modo, rechazó el uso de "ario" y "semítico" como términos raciales (argumentó que solo eran términos lingüísticos) y declaró que considerarlos como tales causaría más problemas para distinguir entre alemanes y judíos.
Günther describió en un capítulo de una de sus obras "Características Raciales del Pueblo Judío" que los judíos pertenecían predominantemente a la "Raza del Cercano Oriente" (Vorderasiatische). Pensó que los judíos se habían vuelto tan racialmente mezclados que posiblemente podrían ser considerados como una "raza de segundo orden". Describió a los judíos ashkenazí como una mezcla de judíos del Cercano Oriente, Oriental, Báltico Oriental, Asia del Interior, Nórdicos, Hamitas y Negros, y Sefardíes como una mezcla de Orientales, Cercanos del Este, Occidentales, Hamitas, Nórdicos y Negros. Creía que los judíos tenían características físicas diferentes a las de los europeos.
Günther en su libro de 1927 Los Elementos Raciales de la Historia Europea describió las diferencias entre las definiciones raciales y lingüísticas: 

Encontramos, en general, las nociones más confusas sobre cómo los pueblos europeos están compuestos de varias razas. A menudo escuchamos, por ejemplo, de una 'raza blanca' o una 'raza caucásica' de la que se dice que pertenecen los europeos. Pero probablemente, si le preguntaran, nadie podría decirnos cuáles son sus características corporales. Es, o debería ser, bastante claro que una "raza" debe estar incorporada en un grupo de seres humanos, cada uno de los cuales presenta la misma imagen física y mental. Sin embargo, las diferencias físicas y mentales son muy grandes, no solo dentro de Europa (a menudo llamada el hogar de la raza 'blanca' o 'caucásica') y dentro de cada uno de los países, sino incluso dentro de algún distrito pequeño en uno de los último. Por lo tanto, no hay 'raza alemana', 'raza rusa' o 'raza española'. Los términos 'nación' y 'raza' deben mantenerse separados.

Se puede escuchar a la gente hablar de una raza 'germánica', 'latina' y 'eslava'; pero se ve de inmediato que en aquellas tierras donde se hablan lenguas germánicas, romances o eslavas, existe la misma variedad desconcertante en la apariencia externa de sus pueblos, y nunca la uniformidad que sugiere una raza.
Por lo tanto, vemos que los grupos humanos en cuestión, los "alemanes", los "latinos" y los "eslavos", forman una combinación lingüística, no racial.

La siguiente consideración probablemente será suficiente para mantener la agrupación racial y lingüística distinta entre sí. ¿Es un negro norteamericano, un hombre que habla inglés americano, una lengua germánica como propia, es alemán y toma este término en su sentido más amplio? La respuesta habitual sería: No; porque un alemán es alto, rubio y de ojos claros. Pero ahora entra una nueva perplejidad: en Escocia se encuentran muchos hombres y mujeres altos, rubios y de ojos claros, que hablan celtíco. ¿Hay, entonces, celtícos que se parecen a los "alemanes"? Es de celtícos (de acuerdo con una creencia aún prevalente en el sur de Alemania) a donde viene la gente oscura y baja de Alemania. Muchos de los antiguos griegos y romanos son descritos como alemanes. Los hombres y mujeres de ojos claros y raros rara vez se encuentran en el Cáucaso. Hay italianos de apariencia 'germánica'. He tomado las medidas antropométricas de un español con esta apariencia. Por otro lado, hay muchos alemanes, hombres que pertenecen, es decir, a personas que hablan una lengua germánica, que no tienen apariencia germánica.

 Günther dividió a la población europea en seis razas: nórdica, fálica, oriental, occidental, dinarica y báltica oriental. "Occidental" y "Oriental" eran, en la práctica, alternativas para los términos más utilizados "Mediterráneo" y "Alpino". La raza "fálica" fue una categoría menor en muchos de sus escritos.
Günther en su libro Rassenkunde des deutschen Volkes (Ciencia Racial del Pueblo Alemán) clasificó a los alemanes como pertenecientes a las razas nórdica, mediterránea, dinarica, alpina y báltica oriental. En el libro, abogó por los alemanes para evitar la mezcla racial.
Opuestos a los nórdicos estaban los judíos, que eran "una cosa de fermento y disturbios, una cuña impulsada por Asia en la estructura europea". Günther argumentó que los pueblos nórdicos deberían unirse para asegurar su dominio. 
Aunque Günther parecía admirar a los mediterráneos y los dináricos, así como a los nórdicos muy elogiados, la raza báltica oriental se consideró inferior en casi todos los casos que Günther lo mencionó en su libro, Los Elementos Raciales de la Historia Europea. 
Günther creía que los eslavos pertenecían a una "raza oriental" separada de Alemania y los nórdicos y advirtió sobre la mezcla de "sangre alemana" con la eslava.
Entre los discípulos de Günther estaba Bruno Beger, quien, después de una expedición al Tíbet, concluyó que los pueblos tibetanos tenían características que los colocaban entre las razas nórdicas y mongolas, y por lo tanto eran superiores a otros asiáticos orientales. 

## Influencia en Hitler
Timothy Ryback, que examinó los libros recuperados de la colección privada de Adolf Hitler, señala que Hitler poseía seis libros de Günther, cuatro de los cuales eran ediciones diferentes de Rassenkunde des deutschen Volkes. Éstos le fueron entregados por el editor de Günther, Julius Lehmann, quien le dedicó tres de ellos. El primero, una tercera edición de 1923, fue para "el campeón exitoso del pensamiento racial alemán", mientras que la edición de 1928 lleva un "saludo de Navidad". La decimosexta edición de 1933, con un apéndice detallado sobre los judíos europeos, muestra signos de uso prolongado y sostenido. Lehmann lo dedicó a "el pionero del pensamiento racial". Ryback señala que Hitler incluyó el libro de Günther en una lista de libros recomendados para la lectura de todos los nacionalsocialistas. Cuando el recién nombrado Ministro de Educación de Turingia, Wilhelm Frick, —el primer ministro del NSDAP en el gobierno—, nombró a Günther para una cátedra de "Antropología Social" en la Universidad de Jena en 1930 (para la que los profesores de Jena lo consideraban no calificado), Adolf Hitler y Hermann Göring asistieron a su conferencia inaugural en demostración de apoyo.[cita requerida]